# Australocyclops palustrium
Australocyclops palustrium – gatunek widłonoga z rodziny Cyclopidae. Opisał go w 1985 australijski hydrobiolog David W. Morton. Miejsce typowe to bagna w  ogrodach botanicznych w Cranbourne na przedmieściach Melbourne w australijskim stanie Wiktoria.